# Leroy Jones

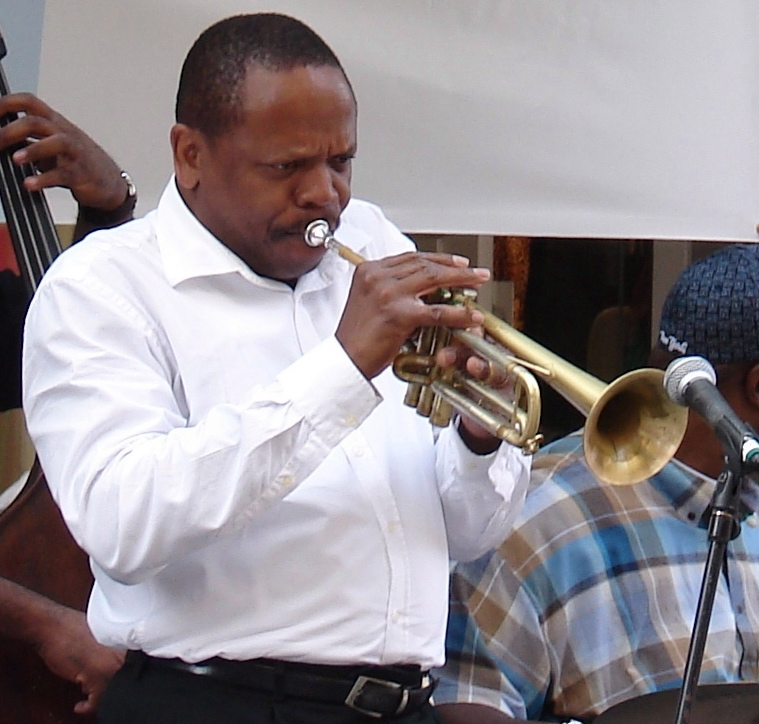
Leroy Jones (2008)

Leroy Jones (* 20. Februar 1958 in New Orleans) ist ein amerikanischer 
Jazztrompeter. Nach Digby Fairweather ist er „einer der interessantesten und kreativisten unter den neueren afroamerikanischen Traditionalisten“ des Jazz.

## Leben und Wirken
Jones begann mit zehn Jahren, Trompete zu spielen und wechselte 1971 zum Kornett. Im selben Jahr übernahm er die Leitung der von Danny Barker organisierten Marching Band der Fairview Baptist Church, die er dann nach Problemen mit der Musikergewerkschaft gemeinsam mit Gregory Davis (von der Dirty Dozen Brass Band) als Hurricane Brass Band weiterführte. Daneben spielte er in der St. Augustine High School Band. 1974 erhielt er ein Stipendium für das Loyola Music Conservatory in seiner Geburtsstadt, das er aber nur ein halbes Jahr wahrnahm, um dann mit Eddie Vinson durch Kanada zu touren und dann mit Della Reese aufzutreten. Weiterhin arbeitete er mit Leroy Bates (1977–1978) und Hollis Carmouche (1978–1980) und anderen Bands, bevor er 1980 sein eigenes Quintett New Orleans Finest gründete; daneben gehörte er zur Tuxedo Brass Band und zum Louisiana Repertory Jazz Ensemble. Gastspiele in den Niederlanden (1982) und in Singapur (1985–1986) schlossen sich an. 1991 wurde Jones Mitglied der Big Band von Harry Connick. Seither gewann er internationales Ansehen und erhielt 1994 die Gelegenheit, sein Debütalbum herauszubringen. Mit seiner eigenen Band ging er international auf Tournee und nahm weitere Alben auf. Auch spielte er mit der Preservation Hall Jazz Band, mit Dr. John und mit Susanne Riemer.

## Diskographische Hinweise
- 1994 – Mo' Cream from the Crop
- 1996 – Props for Pops
- 1999 – City of Sounds

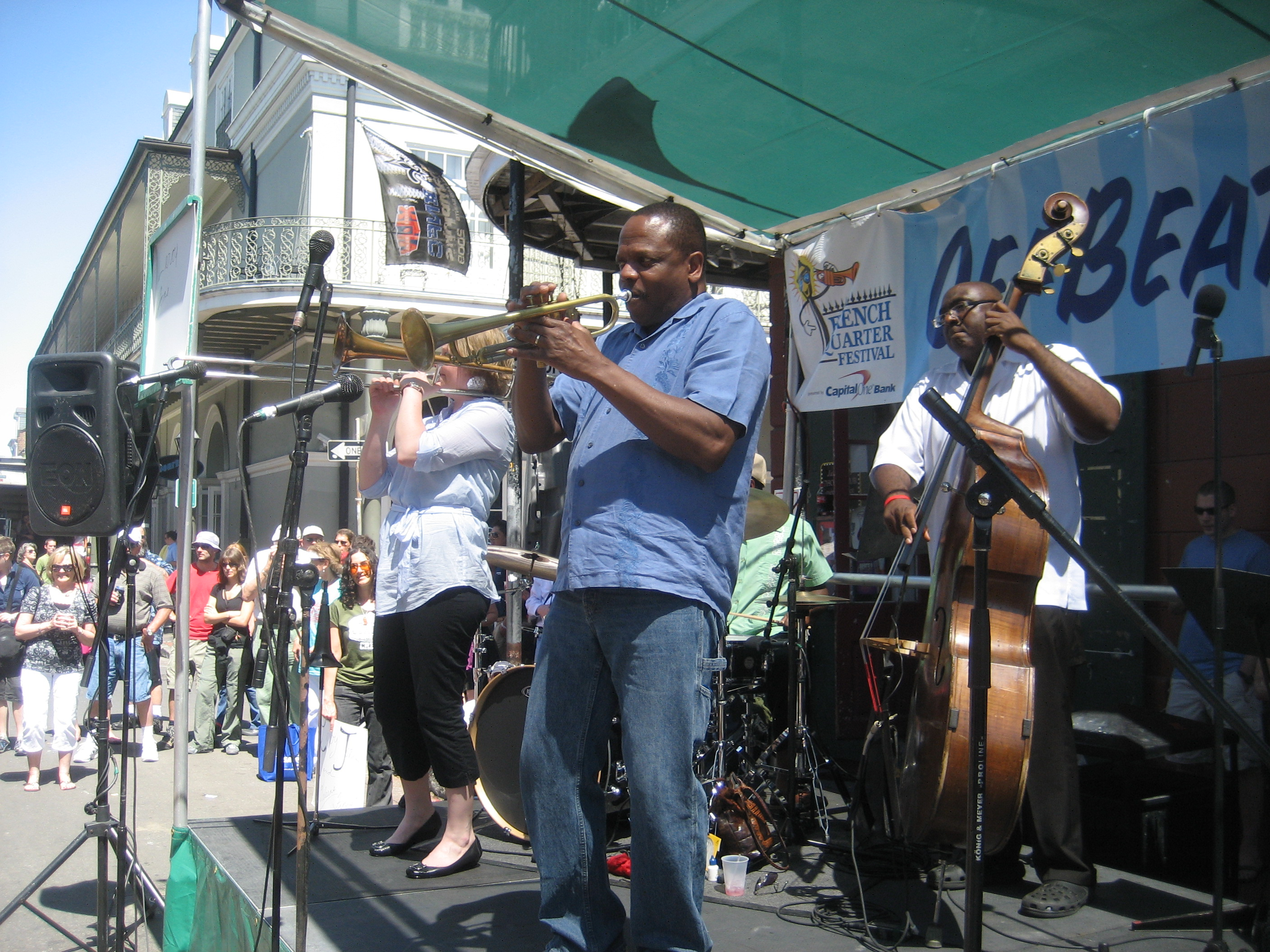
Leroy Jones (2010)

- 1999 – "live at the ASAM Theatre 99 – mit: Storyville Shakers"
- 2001 – "Going To New Orleans – featured by: Storyville Shakers"
- 2002 – Back to My Roots
- 2003 – Wonderful Christmas: A Brass Salute to the King of Kings
- 2005 – New Orleans Brass Band Music: Memories of The Fairview & Hurricane Band
- 2007 – Soft Shoe
- 2009 – Sweeter than a Summer Breeze

## Lexikalische Einträge
- Ian Carr, Digby Fairweather, Brian Priestley: Rough Guide Jazz. Der ultimative Führer zur Jazzmusik. 1700 Künstler und Bands von den Anfängen bis heute. Metzler, Stuttgart/Weimar 1999, ISBN 3-476-01584-X.
- Leonard Feather, Ira Gitler: The Biographical Encyclopedia of Jazz. Oxford University Press, New York 1999, ISBN 0-19-532000-X.